# Bertha Wellin

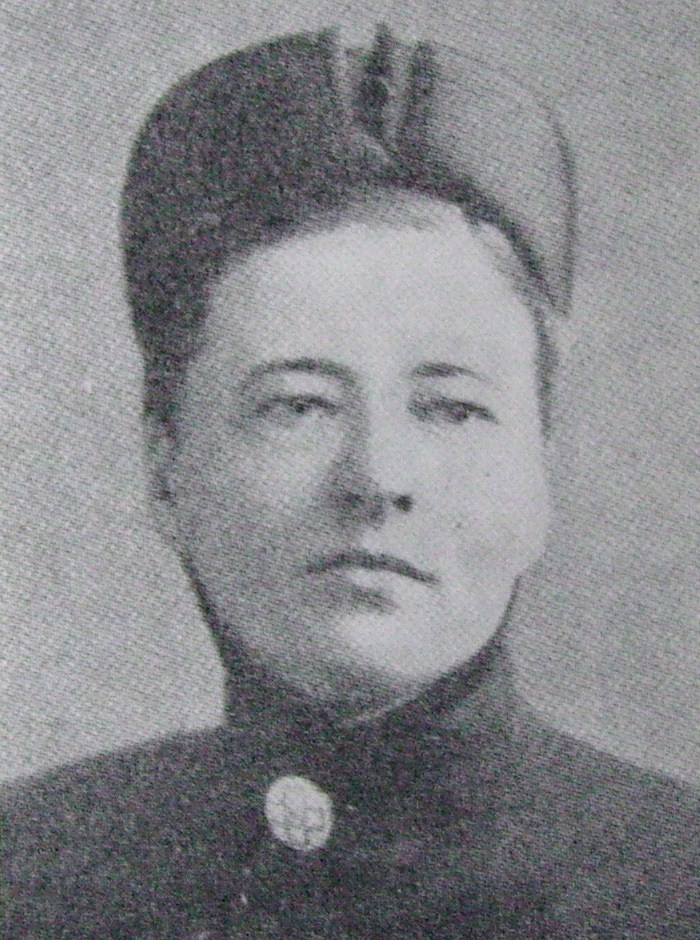
Wellin en 1959

Bertha Wellin (11 de septiembre de 1870 - 27 de julio de 1951) fue una política conservadora y enfermera sueca. Fue una de las primeras cinco mujeres elegidas para el parlamento sueco. 

## Vida

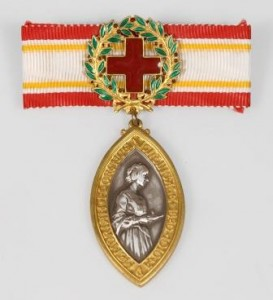
Anverso de la medalla Florence Nightingale

Bertha Wellin era hija del recaudador de impuestos de Vickleby, Alrik Wellin y Jenny Melén.

### Carrera de enfermería
Wellin se educó como enfermera en Sophiahemmet en Estocolmo y trabajó en el cuidado de pobres de Estocolmo.
Wellin fue miembro de la junta de varios de los centros médicos de Estocolmo, como Sophiahemmet (1917). Fue cofundadora y miembro de la junta directiva de Svensk sjuksköterskeförening ('Asociación de Enfermeras de Suecia') o SSF en 1910 y presidenta de 1914 a 1933. Desde 1920, se desempeñó como miembro de la junta directiva del Comité de Cooperación de Enfermeras Nórdicas. Desde 1911, fue la editora de Svensk sjukskötersketidning ('Papel de la enfermera sueca').

### Carrera política
En 1912, Wellinhe fue elegida conservadora para el ayuntamiento de Estocolmo y, en 1919, se convirtió en miembro de la junta directiva de Public Health Care. En 1921, se convirtió en una de las primeras cinco mujeres elegidas para el Parlamento sueco después del sufragio femenino junto a Nelly Thüring (socialdemócrata), Agda Östlund (socialdemócrata) y Elisabeth Tamm (liberal) en la Cámara Baja, y Kerstin Hesselgren en la cámara alta. Dejó su escaño en 1935.
Como parlamentario, Wellin se dedicó principalmente a cuestiones relacionadas con la profesión de enfermería. Como conservadora, su visión de la enfermería era que no debía considerarse como una profesión sino como un llamado sagrado a la misericordia. Su trabajo tanto como diputada como al frente de la "Asociación de enfermería" se vio afectado por esta visión que bloqueó preguntas sobre aumento de salarios y reducción de jornada. Esto provocó gradualmente más conflictos dentro de la asociación de enfermería, cuando la asociación se volvió cada vez más dominada por enfermeras que no provenían de un entorno rico, pero que necesitaban mantenerse con sus salarios, que exigían salarios más altos y fijaban horarios de trabajo, y deseaban ser considerados profesionales y no trabajadores filantrópicas. En 1932-1933, el partido profesional había ganado la mayoría dentro de la asociación de enfermería, y Wellin se vio obligada a renunciar a su puesto, dejando la reunión y la asociación cantando salmos. También dejó su escaño en el Parlamento, al no postularse para las elecciones de 1936.
Wellin recibió la Medalla Florence Nightingale en 1935.